# Кумышевка
Кумышевка — река в России, протекает в Ветлужском районе Нижегородской области. Устье реки находится в 389 км по левому берегу реки Ветлуги. Длина реки составляет 27 км, площадь водосборного бассейна 141 км². В 5 км от устья принимает слева реку Красная.
Исток реки находится у деревни Латышиха в 22 км к юго-востоку от города Ветлуга. Река течёт на северо-запад, в верхнем течении на берегах реки деревни Рябково, Майорово, Баженово, Привал, Подураиха; далее река входит в ненаселённый лесной массив. Неподалёку от устья на реке деревня Базан. Часть нижнего течения реки образовано старицей Ветлуги. Устье находится чуть ниже города Ветлуга.

## Данные водного реестра
По данным государственного водного реестра России относится к Верхневолжскому бассейновому округу, водохозяйственный участок реки — Ветлуга от города Ветлуга и до устья, речной подбассейн реки — Волга от впадения Оки до Куйбышевского водохранилища (без бассейна Суры). Речной бассейн реки — (Верхняя) Волга до Куйбышевского водохранилища (без бассейна Оки).
По данным геоинформационной системы водохозяйственного районирования территории РФ, подготовленной Федеральным агентством водных ресурсов:
- Код водного объекта в государственном водном реестре — 08010400212110000042420
- Код по гидрологической изученности (ГИ) — 110004242
- Код бассейна — 08.01.04.002
- Номер тома по ГИ — 10
- Выпуск по ГИ — 0